# ابن الدريهم

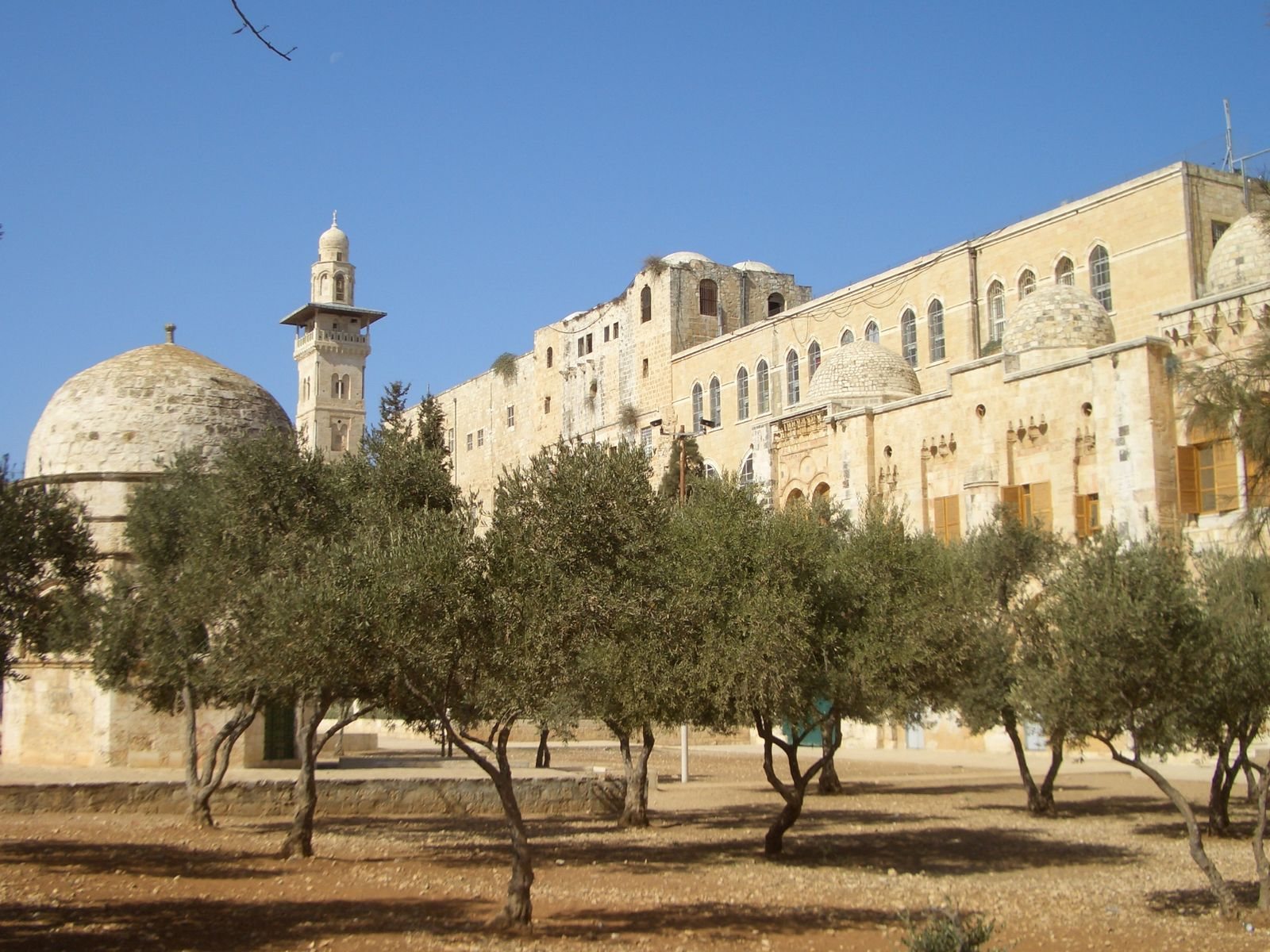
المدرسة الأسعردية بالقدس. ولابن الدريهم «شرح الأسعردية في الحساب».

ابن الدُّرَيْهم، (712 هـ-762 هـ)، هو علي بن محمد بن عبد العزيز بن فتوح بن إبراهيم بن أبي بكر، المعروف بابن الدريهم الموصلي التغلبي الشافعي، الصدر الرئيس الفاضل العالم النحرير المدقق المتفنن الفريد، والدريهم لقب لجده الأعلى، وهو مصغر درهم، لقب به لقوله مرة (دريهم) فلزمه ذلك، ولد في شعبان سنة اثنى عشر وسبعمائة هجرية.
قرأ ابن الدريهم القرآن وهو صغير على أبي بكر بن العلم الموصلي، وتفقّه في الدين على الشيخ زين الدين بن شيخ العوينة الشافعي، وقرأ عليه كثيراً من علم الرياضيات، وأخذ علم الحديث النبوي عن علماء مصر، ونال الإجازة في اللغة العربيةَ عن الشيخ أثير الدين أبي حيان النحوي فقرأ عليه بعض تصانيفه ونال منه الإجازة العلمية.
لقد أوتي ابن الدريهم من الذكاء ما جعل أقرانه يشهدون له، ويقرون بفضله، قال فيه الصفدي: (كان أعجوبة من أعاجيب الزمان في ذكائه، ولم أر أحدا أحدّ منه ذهنا في الكلام على الحروف وخواصها، وما يتعلق بالأوفاق وأوضاعها، وله مشاركة في غير ما علمٍ من فقه وحديث وأصول دين وأصول فقه، وقراءات ومقالات، ومعرفة فروع من غير مذهب وتفسير، وغير ذلك يتكلم فيه جدا كلام من ذهنه حاد وقاد، وأما الحساب والأوفاق وخواص الحروف وحل المترجم (أي استخراج المعمّى) والألغاز والأحاجي فأمر بارع، وكذلك النجوم وحل التقويم).

## من مؤلفاته
- اقتناع الحُذَّاق في أنواع الأوفاق.
- إيضاح المُبْهَم في حلّ المُتَرْجَم.
- إيقاظ المصيب في الشطرنج والمناصيب.
- بسط الفوائد في شرح حساب القواعد.
- بوادر الحلوم في نوادر العلوم.
- تصاريف الدهر في تعاريف الزّجر.
- تنائي المناظر في المرائي والمناظر.
- ذات القوافي.
- سبر الصرف في سرّ الحرف.
- سلَّم الحراسة في علم الفراسة.
- شرح الأسْعَرْدِيّة في الحساب.
- غاية الإعجاز في الأحاجي والألغاز.
- غاية المَغْنَم في الاسم الأعظم.
- قصيدة في حَلِّ رموز الأقلام المكتوبة على البرابي.
- كنز الدّرر في حروف أوائل السور.
- مختصر المُبْهَم في حلِّ المُتَرْجَم.
- مفتاح الكنوز في إيضاح المرموز.
- المناسبات العددية في الأسماء المحمّديّة.
- مناسبة الحساب في أسماء الأنبياء المذكورين في الكتاب.
- منهج الصواب.
- نظم لقواعد فَنِّ المُتَرْجَم وضوابطه.

## وصلات خارجية
- ابن الدريهم وجهوده في علم التعمية (التشفير)